# Jennifer Worth
Jennifer Worth (Clacton-on-Sea, 25 september 1935 - 31 mei 2011) was een Engelse verpleegster, musicus en schrijfster. Ze heeft haar ervaringen met haar werk als verloskundige in het armoedige East End in Londen in de jaren 50 van de 20e eeuw beschreven in de trilogie: Call the Midwife, Shadows of the Workhouse en Farewell to The East End.

## Biografie
Worth, geboren als Jennifer Lee in Clacton-on-Sea in het graafschap Essex, is opgegroeid in Amersham, Buckinghamshire. Op de leeftijd van 15 jaar ging ze van school en leerde stenografie en typen en werd ze secretaresse voor het schoolhoofd van de Dr. Challoner's Grammar School. Daarna heeft ze een opleiding gevolgd tot verpleegster in het Royal Berkshire Hospital in Reading en verhuisde vervolgens naar Londen om een opleiding tot verloskundige te volgen.
In de vroege jaren 50 van de 20e eeuw kreeg Lee een functie als verpleegster in het London Hospital te Whitechapel. Samen met de Anglicaanse nonnengemeenschap Sisters of St. John the Devine verleende ze zorg aan de armen. Daaropvolgend werkte ze als verpleegster in het Elisabeth Garret Anderson Hospital in Bloomsburry en later in het Marie Curie Hospital in Hampstead.
Ze trouwde met de kunstenaar Philip Worth in 1963 met wie ze twee dochters kreeg. In 1973 liet Worth de verpleging achter zich om haar muzikale interesse te volgen. Ze heeft als soliste en met koren opgetreden door heel Groot-Brittannië en Europa. Later begon ze te schrijven. Het eerste deel van haar memories Call the Midwife werd gepubliceerd in 2002. Het boek werd een hit toen het werd herdrukt in 2007. Shadows of the Workhouse (2005, herdruk in 2008) en Farewell to the East End (2009) werden ook bestsellers. De trilogie werd bijna een miljoen keer verkocht in Groot-Brittannië. In 2010 werd het vierde deel van haar memoires gepubliceerd, In the Midst of Life, waarin Worth terugblikt op haar ervaringen als verpleegster van terminaal zieken.
Worth liet zich zeer kritisch uit over Mike Leigh's film Vera Drake uit 2004. Volgens Worth werden de gevolgen van illegale abortussen onrealistisch verbeeld in de film. De methode om te aborteren die wordt getoond in de film is volgens Worth bijna altijd fataal voor de moeder, in plaats van relatief snel en pijnloos.
Worth overleed op 31 mei 2011 aan de eerder dat jaar gediagnosticeerde slokdarmkanker. Call the Midwife, een televisieserie die gebaseerd is op haar boeken werd vanaf 15 januari 2012 op BBC One uitgezonden. Worth overleed slechts dagen voordat het filmen begon. Worth is betrokken geweest bij het schrijven van het script en heeft Jessica Raine toestemming gegeven om haar te spelen. Ook heeft Worth persoonlijk de Britse comédienne Miranda Hart uitgekozen voor de rol van Camilla Fortescue-Cholmondeley-Browne, de 1,88 meter lange vriendin van Worth, die bekendstond als Chummy.

## Publicaties
- Eczema and Food Allergy: The Hidden Cause? (1997)
- Call the Midwife (2002)
- Shadows of the Workhouse (2005)
- Farewell to the East End (2009)
- In the Midst of Life (2010)

- Bibsys: 13008907
- Bibliothèque nationale de France: cb15888246p (data)
- Gemeinsame Normdatei: 1041732171
- International Standard Name Identifier: 0000 0000 3924 3342
- Library of Congress Control Number: nb2003050821
- Nationale Bibliotheek van Letland: 000190847
- MusicBrainz: 2786fed3-62f0-4513-8198-3852e5bb3a93
- Nationale Bibliotheek van Tsjechië: xx0188924
- Nederlandse Thesaurus van Auteursnamen: 340475676
- LIBRIS: 354243
- Système universitaire de documentation: 174920784
- Virtual International Authority File: 233071093
- WorldCat: E39PBJvxvmjj6yHvjTqDC7y68C